# Абеноміка
Абеноміка або Абеекономіка (яп. アベノミクス, кан. 安倍ノミクス) — неологізм що використовується для опису економічної політики, що проводився урядом прем'єр-міністра Японії Абе Сіндзо починаючи з 2012 року по 16 вересня 2020 року. Термін складено шляхом з'єднання прізвища прем'єр-міністра Японії «Абе» зі словом «економіка». Абеноміка покликана пожвавити стагнуючи економіку, Японії, яка протягом 1990-х, 2000-х і 2010-х років була схильна до дефляції. Загалом заходи цієї політики не відрізняються новизною: головним методом «абеноміки» є штучна девальвація єни шляхом подвоєння грошової маси в країні. Останній захід викликає критику у ряду економічних експертів, які побоюються початку нових міжнародних валютних воєн, а також дефолту самої Японії, державний борг якої у 2,5 раза перевищує її ВВП.

## Історія
Японський державний й політичний діяч Абе Сіндзо пішов з посади прем'єр-міністра Японії у 2007 році, але повернувся до політики через декілька років у грудні 2012 року, обіцяючи швидко простимулювати економіку Японії шляхом безпрецедентної в історії країни політики різкої девальвації національної валюти єни. Його основним ідейним натхненником і радником став Коити Хамада, професор Єльського університету японського походження. Головною метою економічної політики яка відома як «абеноміка» є бажання  Абе Сіндзо та Хамада Коити подолати 20-річний економічний застій Японії який увійшов в історію як втрачене десятиліття шляхом потужного пом'якшення політики Банку Японії. Своєю чергою Харухіко Курода, який очолює Банк Японії і проводить політику пом'якшення, поставив перед своєю установою ще більш конкретну мету: довести щорічну інфляцію в країні до 2%. Для досягнення цієї мети Банк Японії мав просто друкувати гроші доти, доки показника у 2% не буде досягнуто. За розрахунками Харухіко Курода це мало статися протягом двох років, до кінця 2014 року. Також для досягнення цієї мети щомісяця протягом цього терміну Банк Японії мав продовжувати викуповувати активи на 7 трлн єн. За підсумками 2014 року інфляція досягла річного показника 1,3%, експерти МВФ очікують на досягнення бажаного рівня у 2% не раніше 2016 року.

## «Три стріли» Абеноміки
Для виходу із кризової ситуації в Японії Абе Сіндзо пропонує програму «Трьох стріл». Перша з них — досягнення цілей зростання цін. Для цього Абе Сіндзо пропонує відому в усьому світі схему «накачування» економіки додатковою ліквідністю. Основна відмінність його програми від аналогічних інших країнах — безстроковість її дії. Слід зазначити, що Банк Японії є незалежним від уряду Японії, і тому прем'єр-міністру Японії довелося сильно постаратися для того, щоб «умовити» керівництво центрального банку піти на цей крок.
Абе Сіндзо також дотримується заходів щодо стимулювання з бюджету різних програм, спрямованих на розвиток японської інфраструктури, а також надання допомоги районам, які постраждали від природних катаклізмів (друга «стріла»). Ці заходи спрямовані насамперед на стимулювання економічного зростання Японії. При цьому прем'єр-міністр Японії не забуває і про проблеми державного боргу Японії, проте вважає пріоритетнішим саме розвиток економіки на нинішньому етапі.
Третя «стріла» спрямована на вироблення заходів щодо проведення реформ у державному секторі, які б сприяли залученню інвестицій, а також зростанню споживання. По суті, всі три «стріли» разом мають розгорнути рух по дефляційній «спіралі» у зворотний бік від звуження до розширення. Якщо в нинішній ситуації рецесія стимулює дефляцію, а та, своєю чергою, стимулює рецесію, на думку Абе Сіндзо, економічне зростання стимулюватиме інфляцію, яка має виявитися чудовою підмогою для подальшого економічного зростання Японії.

## Результати
Результати політики друку додаткових грошей не змусили на себе довго чекати. За 4 місяці після запровадження «Абеноміки» курс японської національної валюти єни знецінився до долара США більш ніж на 20%, проте експорт зріс не так значно, як очікувалося. Щобільше, новий курс уряду виявив і низку очевидних вад, які в майбутньому можуть призвести не тільки до дефолту всієї економіки Японії, а й до кризових явищ в економіках країн, які тісно контактують з Японією.

### Позитивні наслідки Абеноміки
- За сукупним індикатором, що враховує промислове зростання, обсяг роздрібного продажу та пропозицію нових робочих місць, Японія вийшла на найвищий рівень за останні п'ять років.
- За темпами зростання економіки, Японія стала на той час лідером у сімці промислово розвинених держав. Японські акції у 2013р. показали найбільше зростання більш ніж за 40 років завдяки Абеноміці.[6]
- ВВП Японії у 2013р. зростав протягом трьох кварталів,[7] річне зростання ВВП склало 1,9%.[8]

### Негативні наслідки Абеноміки
- Посилена втеча капіталу за кордон замість вкладення у модернізацію виробництва всередині країни. Рятуючись від єни, що дешевшає, японські підприємці посилено вкладають гроші в боргові державні облігації номіновані в євро навіть таких ризикованих країн, як Іспанія та Італія. Внаслідок активного попиту на них з боку японських підприємців процентні ставки за вищезгаданими державними облігаціями впали, що однак, створило ілюзію того, що економіки цих країн успішно подолали кризу.
- Дорожчий імпорт енергоносіїв, який фактично зводить нанівець усі здобутки від зростання експорту.
- через здешевлення єни експорт Японії дешевшає. Оскільки значна частина експорту прямує до США, де-факто Японія експортує туди й дефляцію. Уряд Японії вже заговорив про ризик дезінфляції та дефляції.[9]
- КНР і Республіка Корея які мають дорожчі валюти, висловили своє невдоволення новою політикою, погрожуючи перейти до валютної війни з Японією.
- Збільшення держборгу Японії, який досяг 245% ВВП.
- Розгін інфляції призведе до зростання вартості обслуговування держборгу Японії, що може призвести до дефолту Японії.
- Згодом, щоб сплачувати борги, Банк Японії може почати викуповувати зобов'язання ще швидше, а це призведе до гіперінфляції.
- Ряд критиків вважає, що справжня причина стагнації та дефляції в Японії лежить не в економічній, а в демографічній площині (населення країни швидко старіє і поступово скорочується).

## Оцінки
Нобелівський лауреат з економіки Джозеф Стігліц у квітні 2013 року позитивно оцінив Абеноміку. «Загалом, немає сумнівів, що абеноміка спрацює: у країні низька нерівність, сильні інститути, високоосвічена робоча сила з прекрасними технічними навичками й почуттям красивого, і вона розташована в регіоні світу, що швидко розвивається. Японія має стати променем світла в похмурому царстві світової економіки».